# Trichoplusia aranea
Trichoplusia aranea là một loài bướm đêm trong họ Noctuidae.